# Chiang Mai
Ej att förväxla med Chiang Rai.
Chiang Mai (เชียงใหม่; ibland transkriberat Chiengmai; med betydelsen "ny stad" på thai) är huvudstaden i provinsen Chiang Mai i norra Thailand och den näst största staden i Thailand. Staden som ligger cirka 700 kilometer norr om Bangkok har en befolkning på 1,2 miljoner och är omgiven av några av landets högsta berg. Den är känd för sitt gamla kulturarv med många tempel och hantverk, däribland siden, keramik och smycken, som bidragit till att göra den till en viktig turiststad. En av de största turistmålen är templet Wat Phrathat Doi Suthep på berget Doi Suthep som ligger väster om staden. Templet är beläget cirka 1 200 meter över havet med utsikt över Chiang Mai.
Centrala Chiang Mai, ofta benämnd Gamla stan (the Old City) omges av en vallgrav och innanför vallgraven finns de flesta templen. Vattnet i vallgraven är numera rent efter insatser för att rena utsläppen och både sköldpaddor och fiskar trivs där. Staden har historisk betydelse på grund av det strategiska läget där flera olika handelsrutter möts och folkgrupper från Kina, Laos, Myanmar och Thailand har träffats och bedrivit handel med varandra. Många minoritetsfolk bor i denna del av Sydostasien. Redan innan turismen kom var staden en viktig knutpunkt för försäljning av hantverk, paraplyer, heroin, silversmide, och träskulpturer.

## Klimat
Klimatet är svalare än i till exempel Bangkok. 
Klimattabell 
|                                            | Jan  | Feb  | Mar  | Apr  | Maj  | Jun  | Jul  | Aug  | Sep  | Okt  | Nov  | Dec  |
| ------------------------------------------ | ---- | ---- | ---- | ---- | ---- | ---- | ---- | ---- | ---- | ---- | ---- | ---- |
| Normaldygnets maximitemperaturs medelvärde | 29,4 | 32,2 | 34,9 | 36,1 | 34,0 | 32,6 | 31,8 | 31,3 | 31,5 | 31,3 | 29,8 | 28,3 |
| Normaldygnets minimitemperaturs medelvärde | 14,2 | 15,6 | 19,0 | 22,4 | 23,7 | 23,9 | 23,8 | 23,6 | 23,1 | 22,1 | 19,2 | 15,3 |
|                                            |      |      |      |      |      |      |      |      |      |      |      |      |
| Nederbörd                                  | 8    | 9    | 19   | 54   | 153  | 117  | 153  | 224  | 200  | 118  | 51   | 18   |

| Diagram | temperaturer i °C • månadsnederbörd i mm | temperaturer i °C • månadsnederbörd i mm | temperaturer i °C • månadsnederbörd i mm | temperaturer i °C • månadsnederbörd i mm | temperaturer i °C • månadsnederbörd i mm | temperaturer i °C • månadsnederbörd i mm | temperaturer i °C • månadsnederbörd i mm | temperaturer i °C • månadsnederbörd i mm | temperaturer i °C • månadsnederbörd i mm | temperaturer i °C • månadsnederbörd i mm | temperaturer i °C • månadsnederbörd i mm | temperaturer i °C • månadsnederbörd i mm |
|         | 8 29 14                                  | 9 32 16                                  | 19 35 19                                 | 54 36 22                                 | 153 34 24                                | 117 33 24                                | 153 32 24                                | 224 31 24                                | 200 32 23                                | 118 31 22                                | 51 30 19                                 | 18 28 15                                 |